# Ferland Mendy
Ferland Sinna Mendy (født 8. juni 1995) er en fransk professionel fodboldspiller der spiller som venstre-back for La Liga klubben Real Madrid og det franske fodboldlandshold.

## Opvækst
Mendy blev født i Meulan-en-Yvelines og voksede op i Ecquevilly, i de vestlige forstæder til Paris. Han er af senegalesisk og bissau-guineisk afstamning. Han erhvervede fransk statsborgerskab den 16. januar 2007 gennem den kollektive virkning af hans forældres naturalisation.

## Klub karriere

### Tidlige karriere
I løbet af 2016-17 Ligue 2-sæsonen spillede Mendy 35 kampe for Le Havre.

### Lyon
Mendy skrev under for Ligue 1-klubben Lyon den 29. juni 2017 på en femårig kontrakt. Overførselsgebyret, der blev betalt til Le Havre, blev rapporteret som €5 millioner plus en mulig €1 million i bonusser. Den 19. september 2018 fik han sin Champions League-debut i en 2-1 udesejr over Manchester City i sæsonen 2018-19.

### Real Madrid
Den 12. juni 2019 underskrev Mendy for La Liga-klubben Real Madrid på en seks-årig kontrakt for et startgebyr på €48 millioner, potentielt stigende til €53 millioner med tilføjelser. Han fik sin debut den 1. september 2019, hvor han startede med uafgjort 2-2 i Villarreal. Hans første mål kom den 13. juli 2020, i en 2-1 sejr over Granada. I løbet af ligasæsonen optrådte han i 25 kampe, da Real Madrid vandt La Liga 2019-20.
Den 24. februar 2021 scorede han sit første Champions League-mål i en 1-0 udesejr over Atalanta i 2020-21 sæsonens ottendedelsfinale. I 2021-2022 Champions League-semifinalens anden kamp lavede han en clearing på mållinjen for at forhindre Manchester Citys Jack Grealish i at score i det 87. minut og holde stillingen på 0-1. Real Madrid formåede dog at vende uafgjort ved sene mål og forlænget spilletid for at vinde 3–1 (6–5 samlet) og nå finalen.

## Internationale karriere
I november 2018 blev Mendy indkaldt til Frankrigs landshold for første gang efter den skadespåtvungne tilbagetrækning af Benjamin Mendy til kampene mod Holland og Uruguay. Han fik sin debut mod sidstnævnte og spillede alle 90 minutter af en 1-0 hjemmesejr.
Den 16. maj 2024 blev Mendy udtaget til Frankrig til at deltage i UEFA Euro 2024.

## Privatliv
Mendy er en fætter til målmanden Édouard Mendy, som spiller for Saudi Professional League-klubben Al-Ahli og Senegals landshold.
I en alder af 15 tilbragte Mendy tid i en kørestol og fik at vide, at han måske aldrig ville spille fodbold igen.